# Rodigo
Rodigo – miejscowość i gmina we Włoszech, w regionie Lombardia, w prowincji Mantua.
Według danych na rok 2004 gminę zamieszkiwały 5023 osoby, 122,5 os./km².

## Miasta partnerskie
- Berg